# Matteo Silvatico

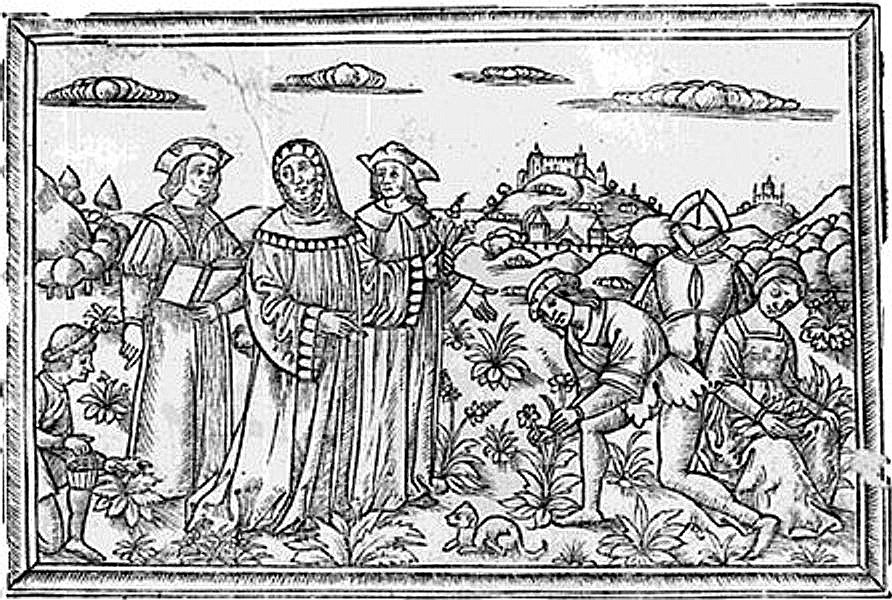
Matteo Silvatico con i suoi allievi dal frontespizio di un'edizione del 1526 dell'Opus Pandectarum Medicinae

Matteo Silvatico (Salerno o Mantova, 1285 – 1342) è stato un medico italiano che operò nell'ambito della Scuola Medica Salernitana.

## Biografia
La figura di Matteo Silvatico è legata principalmente all'Opus Pandectarum Medicinae: un trattato scientifico sulle erbe e sul loro utilizzo in campo medico. Un'altra importante opera del Silvatico fu Ortus sanitatis, stampato nel XVI secolo.
Il Giardino della Minerva a Salerno sorge nell'antico orto botanico in cui Matteo Silvatico effettuò i suoi studi.